# David Margesson, 1. Viscount Margesson

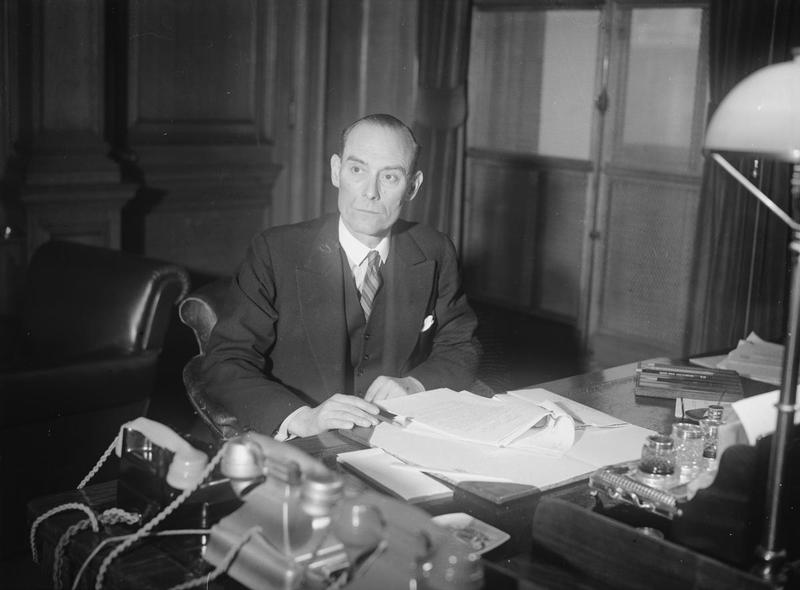
David Margesson, 1. Viscount Margesson

Henry David Reginald Margesson, 1. Viscount Margesson, PC (* 26. Juli 1890; † 24. Dezember 1965) war britischer Politiker der Conservative Party und von 1940 bis 1942 Kriegsminister.

## Leben
Er war von 1922 bis 1923 für den Wahlbezirk Upton, von 1924 bis 1942 für den Wahlbezirk Rugby Abgeordneter im House of Commons. 
Seit dem 10. November 1931 leitete er unter verschiedenen Premierministern als Government Chief Whip das Amt des Parliamentary Secretary to the Treasury bis zum 22. Dezember 1940. Im Kabinett von Premierminister Winston Churchill amtierte Margesson als britischer Kriegsminister während des Zweiten Weltkrieges vom 22. Dezember 1940 bis 22. Februar 1942.
1942 wurde ihm der erbliche Adelstitel Viscount Margesson, of Rugby in the County of Warwick in der Peerage of the United Kingdom verliehen. Mit dem Titel war ein erblicher Sitz im House of Lords verbunden. Bei seinem Tod 1965 vererbte er den Titel an seinen Sohn Francis Margesson, 2. Viscount Margesson.